# Università di Osaka

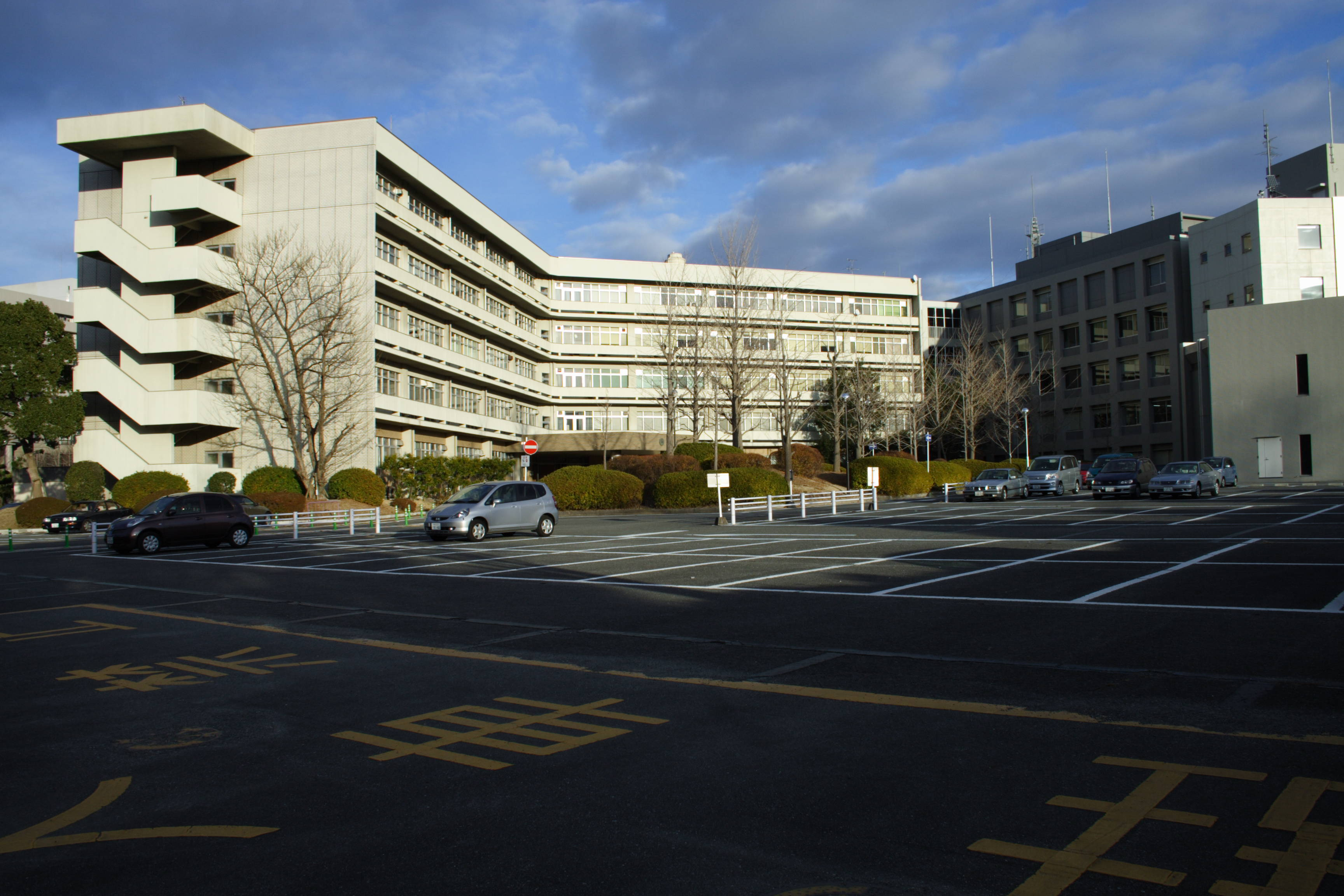
L'Università di Osaka

L'Università di Osaka (大阪大学 Osaka daigaku) o Handai (阪大 Handai),  è la principale università della città giapponese di Ōsaka, la sesta più antica della nazione, fondata nel 1869, e una delle Università Imperiali del Giappone.
Nella classifica dei principali atenei mondiali del 2013, l'Università di Osaka figurava al ottantacinquesimo posto, terza a livello nazionale. Numerosi prominenti scienziati, come il premio Nobel Hideki Yukawa provengono da questo istituto.

## Storia
La tradizione accademica dell'università inizia con il Kaitokudō (懐徳堂?), una scuola per i cittadini di Osaka fondata nel 1724 durante il periodo Edo, e la scuola per samurai Tekijuku (適塾?), fondata nel 1838 da Ogata Kōan. Si crede che la facoltà di scienze umanistiche si basi fortemente sul Kaitokudo, mentre le facoltà di scienze naturali ed ingegneria si crede si basino sul Tekijuku.

## Dipartimento di lingua straniera
Presso il Dipartimento di lingua straniera dell'Università di Osaka, puoi imparare 25 lingue. Uno di loro è italiano. Il dipartimento di lingua italiana ha circa 15 persone. Anche se ci vorranno quattro anni per laurearsi, più della metà degli studenti studieranno in Italia dal Giappone. Impara l'italiano per 2 anni. Parole, grammatica, conversazione, ascolto e così via. Puoi approfondire la tua comprensione dell'Italia nei restanti 2 anni. Puoi imparare una varietà di cose come arte, musica e architettura.

## Alumni, funzionari universitari
I vincitori del premio Nobel Hideki Yukawa e Akira Yoshino hanno conseguito il dottorato presso l'Università di Osaka. Tra gli ex studenti figurano i destinatari del Premio Crafford, del Premio Wolf, del Premio Albert Lasker, del Premio Robert Koch e altro ancora.
- Hideki Yukawa, Premio Nobel per la Fisica 1949
- Akira Yoshino, Premio Nobel per la Chimica 2019
- Tadamitsu Kishimoto, Premio Crafoord 2009
- Toshio Hirano, Premio Crafoord 2009
- Osamu Hayaishi, Medicine Wolf Award 1986
- Hidesaburo Hanafusa, Premio Albert Lasker per la ricerca medica di base 1982
- Shizuo Akira, Premio Robert Koch 2004